# Erocha irrorata
Erocha irrorata är en fjärilsart som beskrevs av Jones 1914. Erocha irrorata ingår i släktet Erocha och familjen nattflyn. Inga underarter finns listade i Catalogue of Life.